# فيضانات بيرو 2017
فيضانات بيرو هي فيضانات طبيعية حدثت في بيرو عام 2017 حيث تم هدم أكثر من 100,000 منزل، وجرفت أكثر من 100 جسر، وأصبحت الطرق المتعددة غير صالحة للعمل. بعد الفيضانات كانت الوفيات أكثر من 78 شخصا وتم تشريد 70 الف شخص نتيجة الفيضانات. تضرر أكثر من 640 الف شخص.